# Weltmeisterschaften im Bogenschießen 2025
Die Weltmeisterschaften im Bogenschießen 2025 werden vom 5. bis 12. September in Gwangju, Südkorea ausgetragen.

## Ergebnisse

### Recurvebogen
| Disziplin         | Gold | Silber | Bronze |
| ----------------- | ---- | ------ | ------ |
| Männer Einzel     |      |        |        |
| Frauen Einzel     |      |        |        |
| Männer Mannschaft |      |        |        |
| Frauen Mannschaft |      |        |        |
| Mixed-Team        |      |        |        |

### Compoundbogen
| Disziplin         | Gold | Silber | Bronze |
| ----------------- | ---- | ------ | ------ |
| Männer Einzel     |      |        |        |
| Frauen Einzel     |      |        |        |
| Männer Mannschaft |      |        |        |
| Frauen Mannschaft |      |        |        |
| Mixed-Team        |      |        |        |

## Medaillenspiegel
| Platz  | Land   | Gold | Silber | Bronze | Gesamt |
| ------ | ------ | ---- | ------ | ------ | ------ |
| 1      |        | –    | –      | –      | 0      |
| 2      |        | –    | –      | –      | 0      |
| 3      |        | –    | –      | –      | 0      |
| Gesamt | Gesamt | 0    | 0      | 0      | 0      |